# 苯達莫司汀
苯達莫司汀 （英語：Bendamustine）以Treanda等商品名稱銷售，是一種化學治療藥物，用於慢性淋巴細胞白血病 (CLL)、多發性骨髓瘤和非霍奇金氏淋巴瘤治療之用，透過靜脈注射給藥。
用藥常見的副作用有血球減少症、發燒、噁心、腹瀉、食慾不振、咳嗽和皮疹。其他嚴重副作用有過敏反應和感染風險增加。已知個體於懷孕期間使用會對胎兒造成傷害。苯達莫司汀屬於烷化劑藥物家族，是透過干擾DNA和RNA的功能來發揮作用。
苯達莫司汀於2008年在美國被批准作醫療用途。已收錄於世界衛生組織基本藥物標準清單之中。它最初是從氮芥類物質提煉而來。

## 醫療用途
苯達莫司汀既可用於單獨治療，也可與其他藥物 - 包括依托泊苷、氟達拉濱、米托蒽醌、胺甲蝶呤、潑尼松、利妥昔單抗、長春新鹼和伊布妥單抗諦昔妥合併使用。

### 淋巴瘤

罕見的成人非典型散發性伯基特淋巴瘤 (ASL)經苯達莫司汀與利妥昔單抗複方藥物治療後，病情得到顯著改善。

於治療淋巴瘤案例，對於III/IV期復發，或是難治性惰性淋巴瘤和被套細胞淋巴瘤（MCL），無論個體是否曾受過含利妥昔單抗的化學免疫治療，有種將苯達莫司汀合併米托蒽醌和利妥昔單抗而成的聯合療法可資利用。此藥物於2012年在德國成為惰性淋巴瘤的一線治療選擇。於2012年6月發布的試驗結果，顯示將此藥物與利妥昔單抗合併使用時，患者無惡化存活期可延長超過一倍，與既有的CHOP化學療法（代表環磷醯胺、阿黴素、長春新鹼和潑尼松或潑尼松龍合併使用）相比，患者發生的副作用也更少。

## 不良反應
常見的不良反應與使用氮芥類藥物而發生的相似，包括噁心、疲倦、嘔吐、腹瀉、發燒、便秘、食慾不振、咳嗽、頭痛、體重下降、呼吸困難、皮疹、口腔炎，以及免疫抑制、貧血和血小板減少症。值得注意的是，此藥物導致脫髮的發生率較低，與化療藥物中大多數的不同。

### 使用警示
苯達莫司汀溶液與密閉式藥物轉移裝置 (CSTD，即安全注射器械) 不相容，而大多數CSTD供應商均已進行配合調整。
- FDA於2015年3月11日發出警示，提出苯達莫司汀溶液含有二甲基乙醯胺(DMA) 成分，會與聚碳酸酯或ABS樹脂發生作用，因此不得與含有前述材料的CSTD、轉接器和注射器一起使用。

背景：
- 由West Pharmaceutical Services, Inc.生產的CSTD中，其PhaSealR和SpirosR構件含有聚碳酸酯或是ABS樹脂，與苯達莫司汀（含DMA）接觸時會發生溶解。

評估：
- 可能會導致設備故障、藥物受污染以及可能嚴重後果，包括準備和使用藥物的醫事人員發生皮膚反應，以及患者小血管發生阻塞的風險。

建議：
- 立即於使用苯達莫司汀之時停用PhaSealR和/或SpirosR器械，包括轉接器。
- 僅使用聚丙烯材料製成的注射器。此類注射器的外觀呈半透明狀。
- 在準備和給藥時，採用與處理危險藥物相同的個人防護裝備和安全措施。

## 藥理學
苯達莫司汀是種白色水溶性微晶粉末，具有兩性特徵。它是種可引起DNA鹼基之間鏈內和鏈間交聯的烷化劑。
藥物經靜脈輸注後，會被肝臟中細胞色素P450 1A2大幅代謝。藥物中有超過95%會與蛋白質（主要是白蛋白）結合。只有遊離的苯達莫司汀才有活性。排除方式包含雙相 - 生物半衰期僅需6-10分鐘（快速初始排除階段），而終末半衰期約需30分鐘（較緩排除階段）。主要透過腎臟排出體外。

## 歷史
苯達莫司汀於1963年首次由Ozegowski和Krebs兩位在東德（前德意志民主共和國）製成。迄1990年，該藥物僅在東德銷售。當時的研究人員發現它可用於治療慢性淋巴球白血病、霍奇金氏淋巴瘤、非霍奇金氏淋巴瘤、多發性骨髓瘤和肺癌。
東西德於1990年統一後，苯達莫司汀於當年在德國獲得上市許可，由藥廠Astellas Pharma GmbH授權予藥業Mundipharma International Corporation Limited，以商品名Ribomustin進行銷售。它可作為單一藥物或與其他抗癌藥物聯合使用，用於治療惰性非霍奇金氏淋巴瘤、多發性骨髓瘤和慢性淋巴球白血病。 另有藥業SymBio Pharmaceuticals Ltd.取得獨家權利，在日本和選定的環太平洋地區國家開發和銷售鹽酸苯達莫司汀。
美國生物製藥公司Cephalon於2008年3月獲得美國食品藥物管理局（FDA）批准在美國銷售苯達莫司汀，商品名為Treanda，用於治療慢性淋巴細胞白血病。
FDA於2008年10月另批准Treanda一新的適應症 - 患有進展緩慢B細胞非非霍奇金氏淋巴瘤的個體在接受利妥昔單抗或含利妥昔單抗的治療方案後，於治療期間或是治療後六個月內發生惡化時可採Treanda進行治療。

## 研究
曾有將苯達莫司汀用於治療肉瘤的研究。近期也有使用該藥物對非癌症原發性澱粉樣變性治療，已進入II期的臨床試驗。